# Madżadil
Madżadil (arab. مجادل) – miejscowość w Syrii, w muhafazie As-Suwajda. W 2004 roku liczyła 1832 mieszkańców.